# Hansanoor, Badami
Hansanoor là một làng thuộc tehsil Badami, huyện Bagalkot, bang Karnataka, Ấn Độ.